# Своё счастье
«Своё счастье» (укр. Своє щастя) — советский художественный фильм 1979 года режиссёра Вячеслава Криштофовича. Фильм снят по мотивам повести Николая Самохина «Так близко, так далеко».

## Сюжет
У Александра Павловича Резникова нет достаточно большой суммы для возмещения стоимости путёвки. Его сосед Юра предлагает герою вариант быстрого заработка за один день. Александр Павлович будет прорабом у студентов, которые будут сносить деревянный дом. Студенты получат по десять рублей, а Юра и Александр Павлович — по двести пятьдесят. Герой соглашается. Однако полученный нетрудовой доход не даёт покоя Резникову. Он находит студентов в общежитии и отдаёт им честно заработанные деньги. Обнаружив дома, что случайно оставил в кармане несколько купюр, отдаёт их Юре и просит больше не предлагать ему такие сделки.

## В ролях
| Актёр               | Роль                                            |
| ------------------- | ----------------------------------------------- |
| Анатолий Пустохин   | Александр Павлович Резников                     |
| Юрий Шлыков         | Юра                                             |
| Людмила Зверховская | жена Резникова                                  |
| Саша Светлов        | сын Резникова                                   |
| Георгий Епифанцев   | муж бывшей жены Резникова (озвучил П.Морозенко) |
| Михаил Драновский   | друг Резникова                                  |
| Алла Каштанова      | Ольга                                           |
| Сергей Колесников   | Колесников, бригадир студентов-шабашников       |
| Ксения Минина       | секретарша в издании                            |
| Владимир Трошин     | редактор Владимир Константинович                |
| Ф. Боднар           | студент-шабашник Боднар                         |
| И. Галкин           | студент-шабашник Галкин                         |
| Алексей Колесник    | студент-шабашник                                |
| А. Тоцкий           | студент-шабашник Тоцкий                         |
| А. Туголуков        | студент-шабашник Туголуков                      |

## Съёмочная группа
- Режиссёр-постановщик: Вячеслав Криштофович
- Сценаристы: Рамиз Фаталиев, Вячеслав Криштофович
- Композитор: Вадим Храпачёв
- Оператор-постановщик: Вилен Калюта
- Художник-постановщик: Алексей Левченко
- Режиссёр: Анатолий Кучеренко
- Оператор: Майя Степанова
- Звукооператор: З. Копистинская
- Монтажёр: Е. Сумовская
- Художник по костюмам: А. Беличенко
- Гримёр: Ю. Клименко
- Ассистенты режиссёра: С. Осадчая, О. Юревич
- Ассистенты оператора: Богдан Вержбицкий, Игорь Мамай
- Ассистент художника: Г. Усенко
- Административная группа: Б. Цыганков, В. Цыба
- Мастер по свету: Г. Котов
- Редактор: Валентина Силина

## Отзывы и рецензии
Критик Лидия Польская в «Литературной газете» относила фильм «Своё счастье» к ряду телефильмов, затрагивающих вопросы, действительно сущих, расширяющих представление зрителей об управлении человеком нравственными критериями и корректировки отношений к людьми, назвав его исключением среди однообразно-скучного ряда морализирующих телефильмов.

## Фестивали и награды
- Всесоюзный фестиваль телевизионных фильмов (1979, Баку) — Специальный приз